# ラシャプ

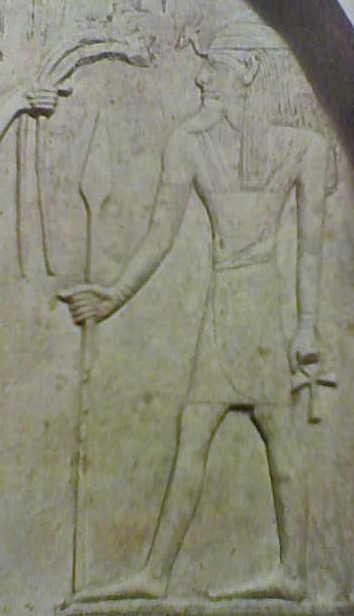
長髪のラシャプ

ラシャプ（Rassap）または、レシェフ（Reseph）は、西セム系民族に伝わる疫病の神。

## 概要
その名は「火をつける者」、「照らす者」を意味する。弓矢や死を司り、稲妻と悪疫をばら撒くため「矢の王」の異名を持つ。
先の尖った帽子を被り、斧または棍棒と盾を振り回した姿で現されることが多い。非常に凶暴な神であり、アナトの夫とされることもあった。

## 信仰
エジプトの外から入って来た神とされる。主にエジプト内に移住した西セム系民族アムル人が崇拝したと見られる。そのためかエジプトでも髯を生やした男性の形をとる。
この神は古代エジプト以外でも、ウガリット・カナンを中心にフェニキア、エブラ、キプロスで信仰され、エジプトがローマ帝国に飲み込まれた後にはスペインにおいても信仰が広まった。人々は、ラシャプを奉る事により、逆に病を退けようとしたという。
ラシャプは、その信仰の広さから他の宗教に組み込まれることも多い。例えば古代メソポタミアでは、ネルガルやナムタルに結び付けられた。この神は古代エジプトで、レシェフと呼ばれ、在エジプト外国人に、願いを聴く善なる軍神として崇拝され、アメンホテプ2世の強力な守護神ともなり、神殿こそ建てられなかったものの、一応の拠点を上エジプト第20県として、「デルタからスーダンまで」広く信仰されローマ時代には、ヘーラクレースと習合された。キプロスでは、アポローンと同一視されたという。なおこの神はエジプト神話において独自に語られる話はなく、家族の構成もない。

## 聖書との関連
別名であるレシェフという単語は、『詩編』の76章4節、78章48節(火矢と訳される)、『申命記』32章24節(「熱病」と訳される)など旧約聖書にもみられる。
岩波文庫収録のヨブ記の日本語訳を行った関根正雄はヨブ記5章7節にある「レシェフ」を他の言葉に置き換えずにそのまま訳出し、巻末の註釈において上述の異教神として解説を加え、この部分について「恐らく鳥の表象」とし「レシェフの子ら」は顕現したレシェフとしての鳥であると解説している。また、関根の後の並木浩一・勝村弘也訳版でもこの部分を「レシェフの子ら」と訳し、解説では、古代訳で、ここの「上に飛ぶ」を鳥の飛翔であると説明し、レシェフは火炎の神である為熱病を指すこともあり、レシェフの子等は火の粉であるとし、また熱病としては蔓延した状態と説明する。
レシェフは悪魔に属すると言われるが、岩波委員会訳聖書の『雅歌』の解説によれば8章6節の「炎」の原語は「レシェフ」で、口語訳では「そのきらめき」と書かれる次の「最もはげしい炎」の原語は直訳すると「ヤハウェの炎」となる。また、『ハバクク書』3章5節でのレシェフ（熱病　と訳される）の用法は、直訳すると「熱病はその両足とともに」と表現される、「一種の擬神化」という指摘もある使われ方で、さらにこの神の名が、『歴代誌』上の7章25節では人物名としても登場する等、神の側の語、肯定的な表現として使われる事もある。